# Gerard J. Lewis
Gerard J. Lewis (* 6. März 1959) ist ein britischer Wirtschaftswissenschaftler.

## Leben
Lewis war über 15 Jahre in verschiedenen Wirtschaftszweigen tätig und arbeitete unter anderem für Unternehmen wie Imperial Chemical Industries (1975–1980), Northern Engineering Industries (1983–1987), Holec Nederland (1987–1989) und die Sulzer AG (1991–1995).
Er studierte an der University of Bristol, an der er 1983 einen Bachelor of Science (B.Sc.) erreichte. 1991 folgte sein Master of Business Administration (MBA) und 1998 sein Doctor (Ph.D.), beide an der Manchester Business School.
Seit dem Jahr 1998 unterrichtet Lewis an der Hochschule für Technik und Wirtschaft Dresden in der Fakultät Wirtschaftswissenschaften als Professor für International Strategic Management.
Seine Forschungsschwerpunkte liegen in den Bereichen:
- Anwendung der Systemtheorie in Strategischer Entwicklung und Strategischem Management,
- Beziehung zwischen Strategic Contexts und Strategic Choice und
- Strategische Auswirkungen von Corporate Responsibility.

Weitere Arbeitsgebiete sind Strategische Entscheidungen in KMUs der deutschen Textil- und Nahrungsmittelindustrie sowie die Auswirkungen von technischen Neuerungen (z. B. Digitalisierung) auf die Lieferkette der Musikindustrie.
Lewis veröffentlichte unter anderem im Journal of Management Studies, im International Journal of Operations and Production Management, Journal of Marketing Communications und Business Strategy and the Environment. Er ist Mitglied in den Editorial Review Boards der Publikationen Business Strategy and the Environment und South Asian Business Review.

## Schriften (Auswahl)
- A Cybernetic View of Environmental Management: The Implications for Business Organisations. Business Strategy and the Environment, 6 (5), November 1997, Seiten 264–275.
- Integrating the ‘green’ environment into business strategy. (PhD Dissertation) The Manchester Business School, England, UK. 1998, Seiten 303.
- Perceived environmental uncertainty: The Extension of Miller’s Scale to the Natural Environment. Journal of Management Studies. 38 (2), März 2001, Seiten 201–233, mit B. Harvey.
- Measurement of Environmental Performance: An Application of Ashby’s law. Systems Research and Behavioural Science. 20, 2003, Seiten 31–52, mit N. Stewart.
- Wahrgenommene Umweltunsicherheit in der Ernährungswirtschaft. Journal für Betriebswirtschaft. 53 (3), 2003, Seiten 92–103, mit E. Müllner.
- Untersuchung zur strategische Entscheidungsfindung in kleinen und mittleren Unternehmen. Berichte und Informationen, HTW Dresden. 1, 2004, Seiten 71–83, mit E. Schubert.
- Die Musikindustrie im Wandel – Eine Untersuchung der Auswirkungen auf unabhängige Musiker in Deutschland. Berichte und Informationen, HTW Dresden. 1, 2004, Seiten 60–69, mit C. Haase.
- Uncertainty and Equivocality in the Commercial and Natural Environments: The Implications for Organisational Design. Corporate Social Responsibility and Environmental Management. 11, 2004, Seiten 167–177
- The Transformation of the Music Industry Supply Chain: A Major Label Perspective. International Journal of Operations and Production Management, 24 (11), 2004, Seiten 1087–1103, mit G. Graham, B. Burns und J. Langer.
- Creative Destruction: Transformation in the Music Industry. Huddersfield, Beyond Labels Press, 2004, 189 Seiten, mit G. Graham, G. Hardaker, M. Lewis.
- Evaluating the Impact of the Internet on Barriers to Entry in the Music Industry. Supply Chain Management: An International Journal. 10 (5), 2005. Seiten 349–356, mit G. Graham und G. Hardaker.
- Analytische Untersuchung der Wahrnehmung bei Entscheidungsträgern hinsichtlich Umwelt und Umfeld. Zeitschrift für angewandte Umweltforschung. 17 (1). Seiten 92–109, 2005, mit S. Rattei und E. Schubert.
- Segmentierung und Marketing in Neuen Märkten: Das Beispiel des E-music Marktes. Berichte und Informationen, HTW Dresden. 2, 2005. Seiten 125–131, mit D. Sommer.
- Krisenkommunikation im Zeitalter des Cyberspace. Berichte und Informationen, HTW Dresden. 2, 2005. Seiten 118–124, mit A. Bernhardt.
- Strategische Entscheidungsfindung bei Umweltfragen in kleinen und mittelständischen Unternehmen. Wissenschaftliche Schriftreihe Management, Eipos und der TU Dresden, 1, 2006, Seiten 25–50, mit E. Schubert und S. Rattei.
- Die Auswirkungen von Inhaltdigitalisierung auf das Musikeinzelhandelsgeschäft. Berichte und Informationen, HTW Dresden. 2, 2006, Seiten 56–67, mit A. Kühn.
- Internet Crisis Potential: The Importance of a Strategic Approach to Marketing Communications. Journal of Marketing Communications, Vol. 13, No. 3, September 2007, Seiten 213–228, mit T. Conway, M. Ward, A. Bernhardt.
- Strategiefindung unter Unsicherheit in KMUs, in Managementkompetenzen im Mittelstand. A-K Haubold et al, Springer Gabler, Wiesbaden, 2014.
- Responsibility, Sustaiability and Moral Judgement in International Business: A Review and Critique. In: Ethik im Mittelstand, I. Gestring et al. Springer Gabler, Wiesbaden, 2016.
- A project based approach to learning and doing ‘International Business Strategy, in Teaching with Team Projects in Higher Education. J. Whatley and C. Nerantzi (eds.), Informing Science Press, 2016.